# Roberto Regazzi
Roberto Regazzi (* 20. srpna 1956 Bologna) je italský houslař.
Výrobě hudebních nástrojů se věnuje od čtrnácti let, jeho učiteli byli Alan Wilcox, Renato Scrollavezza a Otello Bignami. Začal studovat fyziku na Boloňské univerzitě, avšak v roce 1979 za školy odešel a založil vlastní houslařskou firmu. Navazuje na tradici boloňské houslařské školy, kterou reprezentoval Augusto Pollastri, jeho výrobky se vyznačují bohatým zvukem v italském stylu. Na Regazziho nástroje hrají Uto Ughi, Anne-Sophie Mutter nebo Boris Bělkin.
Byl zvolen prezidentem Evropské asociace výrobců houslí a smyčců a zasedal v porotách světových houslařských soutěží. Je majitelem rozsáhlé sbírky odborné literatury a vydává knihy o houslích ve vlastním nakladatelství Florenus. Reprezentoval tradici italského houslařství na světové výstavě Expo 2010 v Šanghaji. V roce 2018 byl zapsán do Zlaté knihy italských řemesel. Je také členem Americké houslové společnosti.